# Goera fijiana
Goera fijiana är en nattsländeart som beskrevs av Banks 1924. Goera fijiana ingår i släktet Goera och familjen grusrörsnattsländor. Inga underarter finns listade i Catalogue of Life.